# Jocheon-eup
Jocheon-eup (koreanska: 조천읍) är en köping i Sydkorea. Den ligger i kommunen Jeju i provinsen Jeju, i den södra delen av landet, 500 km söder om huvudstaden Seoul. 
Jocheon-eup ligger på norra delen av ön Jeju, cirka 10 km öster om öns huvudort Jeju. 